# Birinşi Lïga 2008
La Birinşi Lïga 2008 è stata la 14ª edizione della seconda serie del campionato kazako di calcio. 

## Stagione

### Novità
Al termine della stagione 2007, il Megasport e l'Énergetïk-2 sono salite in massima serie, quest'ultima al posto del Qazaqmıs che ha rinunciato alla promozione per motivi finanziari. Dalla Qazaqstan Prem'er Ligasy sono retrocesse Taraz ed Ekibastuzes. Quest'ultima, successivamente, non si è iscritta al campionato.

### Formula
Le quattordici squadre si affrontano in un girone all'italiana con partite di andata e ritorno.

## Classifica
|  | Pos. | Squadra            | Pt | G  | V  | N | P  | GF | GS | DR  |
|  | ---- | ------------------ | -- | -- | -- | - | -- | -- | -- | --- |
|  | 1.   | Qazaqmıs           | 61 | 26 | 20 | 1 | 5  | 54 | 21 | +33 |
|  | 2.   | Taraz              | 61 | 26 | 19 | 4 | 3  | 61 | 14 | +47 |
|  | 3.   | Spartak Semeı      | 47 | 26 | 13 | 8 | 5  | 50 | 35 | +15 |
|  | 4.   | Ile-Säulet         | 44 | 26 | 13 | 5 | 8  | 44 | 31 | +13 |
|  | 5.   | Avangard Petropavl | 40 | 26 | 13 | 1 | 12 | 43 | 48 | -5  |
|  | 6.   | Aqtóbe-Jas         | 40 | 26 | 13 | 1 | 12 | 54 | 53 | +1  |
|  | 7.   | Asbest             | 37 | 26 | 11 | 4 | 11 | 37 | 41 | -4  |
|  | 8.   | Aqsý Stepnogorsk   | 37 | 26 | 10 | 7 | 9  | 39 | 38 | +1  |
|  | 9.   | Kaspıı             | 34 | 26 | 11 | 1 | 14 | 42 | 55 | -13 |
|  | 10.  | Aqjaıyq            | 31 | 26 | 10 | 1 | 15 | 35 | 47 | -12 |
|  | 11.  | Bolat              | 31 | 26 | 9  | 4 | 13 | 50 | 49 | +1  |
|  | 12.  | Karasay Sarbazdary | 24 | 26 | 6  | 6 | 14 | 27 | 38 | -11 |
|  | 13.  | Aýjarıq (-6)       | 26 | 26 | 7  | 8 | 11 | 49 | 49 | 0   |
|  | 14.  | Gornıak Hromtaý    | 4  | 26 | 1  | 1 | 24 | 11 | 77 | -66 |

Legenda:
      Promossa in Qazaqstan Prem'er Ligasy 2009
Note:
Tre punti a vittoria, uno a pareggio, zero a sconfitta.